# Dokhtar Lor

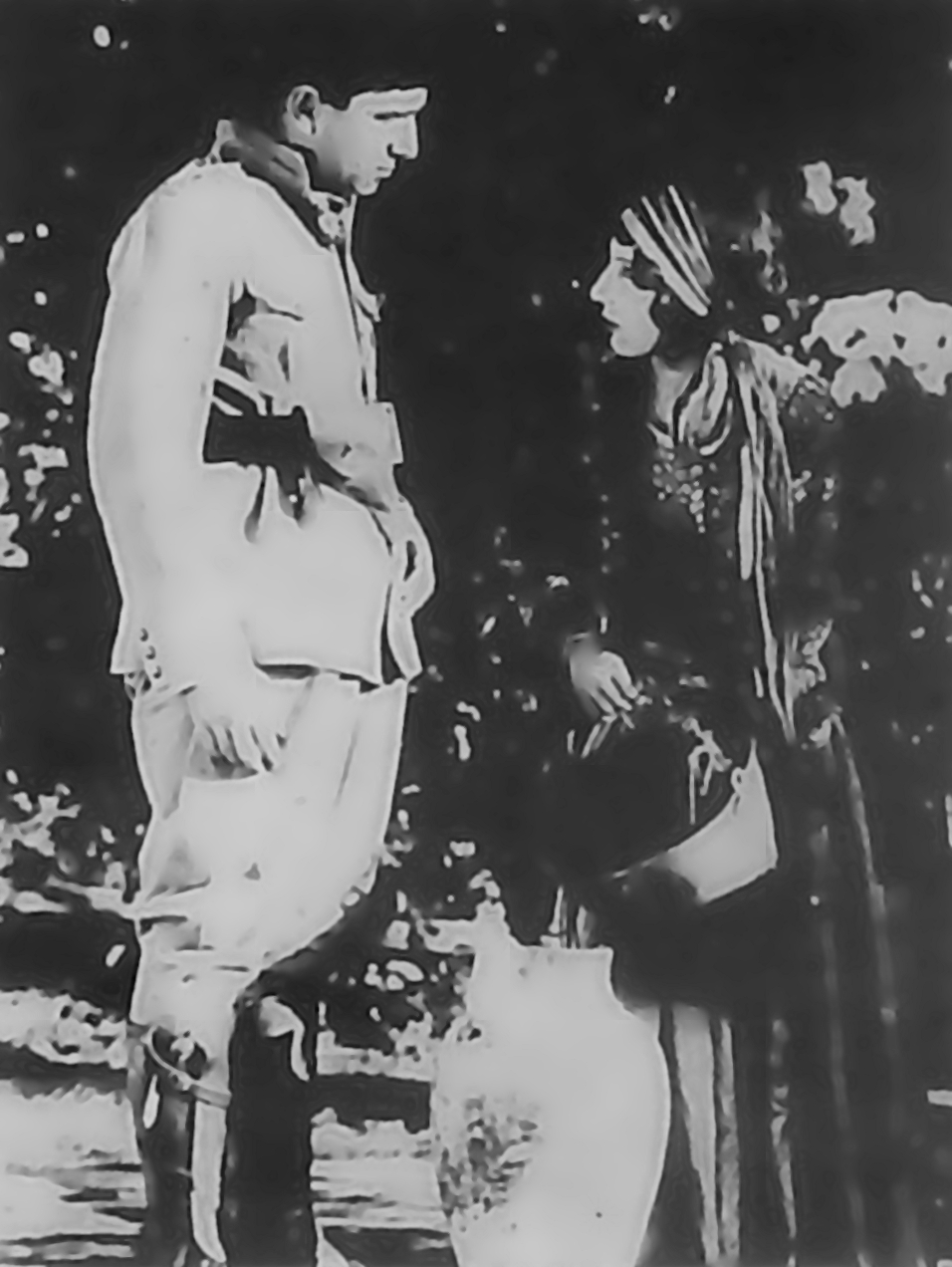
Abdolhossein Sepanta (à gauche) dans le film Dokhtar Lor, d'Ardeshir Irani

Dokhtar Lor (La Fille Lor) (en persan : دخترِ لُر) est le premier film en langue persane à être réalisé. En 1932, il a été réalisé par Ardeshir Irani et Abdolhossein Sepanta chez Imperial Film Company à Bombay. 
La distribution du film a été confiée à Sepanta lui-même, Rouhangiz Saminejad, Hadi Shirazi et Sohrab Pouri. Le tournage du film dure sept mois seulement et il arrive en Iran au mois d'octobre 1933. Il est affiché uniquement dans les deux principales salles de cinéma, Mayak et Sepah.
À cette époque, les gens pouvaient aller au cinéma pour voir des courtes comédies européennes et des annonces animées à nature politique. Dokhtar Lor comme le premier film parlant iranien a connu un succès immédiat, battant le record des ventes des films.

## Synopsis
L'histoire du film tourne autour des mésaventures de Golnar, la fille aisée des familles riches du peuple Lor kidnappée par des bandits à son enfance. Le chef des bandits, Gholi Khan, regarde la jeune fille avec désir en mesure qu'elle atteint l'âge adulte. À la maison de thé, elle rencontre un jeune homme nommé Jafar. Ils tombent amoureux l'un de l'autre, et décident de s'évader ensemble. Gholi Khan découvre leur plan, les attrape et fouette Jafar. Jafar et Golnar, la fille Lor, s'échappent cette illégalité en Iran, trouvant refuge à Bombay.
Le film, dit-on, avait un message politique dans le scénario qui insinuait les différences des lois sous la Dynastie Qajar avec celles sous Reza Shah.

## Première vedette du cinéma
La Fille Lor est le premier film où une performance féminine est confiée à une vedette. Il était un tabou à cette époque de diffuser les images ou la voix d'une femme dans un film ou même à la radio. Rouhangiz était bénévole et la femme d'un employé d'un studio de ce temps. Ce film fait d'elle une vedette innée dont le succès, malheureusement, ne verra le jour que pour une courte durée. Plus tard. elle déménage à Téhéran sous un nom différent et meurt à sa vieillesse sans aucune popularité. 

## Futilité
Les gens que Sepanta avait trouvés dans la communauté iranienne en Inde, étaient surtout originaires de la province de Kerman et avaient un accent kermani rustique. Pour justifier l'accent des personnages, l'histoire du film se passe dans les régions rurales de Kerman. 
Le film a été refait en 1970 sous le titre de Jafar va Golnar.

## Source
- Massoud Mehrabi Online